# Choca-listrada
Choca-listrada (nome científico: Thamnophilus palliatus) é uma espécie de ave pertencente à família dos tamnofilídeos. Pode ser encontrada na Bolívia, Brasil e Peru. Também é conhecida como choca-lineada, espanta-raposa, mbatará e xorró.
Seu nome popular em língua inglesa é "Chestnut-backed antshrike".
A subespécie Thamnophilus palliatus palliatus  é chamada em português de maria-de-olho-branco.

## Etimologia
Enquanto o nome em português remete às listras, seu nome científico significa ave com manto (palliatus) que adora arbustos (thamnophilus).